# Левоегорлыкский
Левоегорлы́кский (бывший Посёлок отделения № 4 свх. Дружба) — посёлок в Изобильненском районе (городском округе) Ставропольского края Российской Федерации.

## География
Расстояние до краевого центра: 34 км.
Расстояние до районного центра: 33 км.

## История
Образован в 1933 году (по другим данным в 1934 году).
В 1972 году Указом Президиума ВС РСФСР посёлок отделения № 4 совхоза «Дружба» переименован в Левоегорлыкский.
До 2017 года посёлок входил в упразднённый Каменнобродский сельсовет.

## Население
| 1989 | 2002 | 2010 | 2014 |
| ---- | ---- | ---- | ---- |
| 306  | ↘158 | ↗184 | ↘100 |

По данным переписи 2002 года, 55 % населения — русские.

## Инфраструктура
- Газификация посёлка в ноябре 2012 года[11][12].

## Эпидемиология
- Находится в местности, отнесённой к активным природным очагам туляремии[13].